# Sensors and Actuators B: Chemical
Sensors and Actuators B: Chemical, abgekürzt Sens. Actuators B Chem., ist eine wissenschaftliche Fachzeitschrift, die vom Elsevier-Verlag veröffentlicht wird. Die erste Ausgabe erschien im Jahr 1990. Derzeit erscheint die Zeitschrift mit 15 Ausgaben im Jahr. Es werden Artikel veröffentlicht, die sich mit dem Einsatz von chemischen Messfühlern und Mikrosystemen beschäftigen.
Der Impact Factor lag im Jahr 2019 bei 7,100. Nach der Statistik des ISI Web of Knowledge wurde das Journal 2014 in der Kategorie analytische Chemie an achter Stelle von 74 Zeitschriften, in der Kategorie Elektrochemie an sechster Stelle von 28 Zeitschriften und in der Kategorie  Instrumente & Instrumentierung an dritter Stelle von 56 Zeitschriften geführt.